# مناورات الصمصام
مناورات الصمصام أو (بالإنجليزية: Al Samsam Maneuvers)‏ هي مناورات عسكرية مشتركة تقام بين كل من السعودية وباكستان.

## المناورات المنفذة
- الصمصام 4 : أقيمت فعاليات المناورة في سبتمبر 2011.[2]